# Ayman Arguigue
Ayman Arguigue Safsafi (Carcagente, 13 de mayo del 2005) es un futbolista hispano-marroquí que juega de delantero en la Sociedad Deportiva Huesca de la liga Hypermotion.

## Carrera deportiva
Nacido en Carcagente, Comunidad Valenciana, de padres marroquíes, Arguigue comenzó su carrera en la Unión Deportiva Carcaixent de su ciudad natal a la edad de siete años. En agosto de 2021 realizó una prueba en el Getafe CF, pero firmó un contrato de dos años con la Sociedad Deportiva Huesca en junio de 2022.
En la temporada 2022-23, forma parte de la plantilla de la Sociedad Deportiva Huesca "B" de la Tercera Federación. 
El 21 de enero de 2024, hizo su debut con el primer equipo de la Sociedad Deportiva Huesca en la Segunda División de España, reemplazando a Óscar Sielva en la derrota en casa por 3-2 frente a la SD Eibar.

### Selección nacional
Arguigue es internacional con la selección de fútbol sub-20 de Marruecos.

## Clubes
| Club                          | País   | Año             |
| ----------------------------- | ------ | --------------- |
| Sociedad Deportiva Huesca "B" | España | 2022-actualidad |
| Sociedad Deportiva Huesca     | España | 2024-actualidad |